# Jan Ekström (fotbollsspelare)
Jan Ekström född 11 oktober 1937, fotbollsspelare, inner- och centerforward och femfaldig landslagsman 1956-1957. Han  spelade 111 allsvenska matcher för Malmö FF under åren 1955-1966.
Jan Ekström debuterade i Malmö FF som 17-åring och i Sveriges A-landslag 18 år gammal, den näst yngste landslagsdebutanten någonsin, som centerforward mot England 1956.  En match i vilken han bildade innertrio med veteranerna Gösta Löfgren och Bengt Lindskog och ställdes mot centerhalvbacken Billy Wright. Hans insats ledde till förnyat förtroende i Sveriges följande landskamp, mot Finland, där han blev målgörare och Sverige segrade med 3-1. 
Inför VM i fotboll 1958 togs Jan Ekström ut till Sveriges landslagstrupp, men kom i sista stund tillsammans med Torbjörn Jonsson att uteslutas ur denna. 1960-61 spelade han för IFK Hässleholm och 1962-1964 för division II-laget Sandvikens IF. 1964 återvände Jan Ekström till Malmö FF och avslutade sin karriär 1967. Efter den aktiva karriären hade han ett antal uppdrag som tränare för smärre klubbar.